# Zehava Gal-On
Zehava Gal-On (en hébreu : זהבה גלאון), née le 4 janvier 1956, est une femme politique israélienne. Elle est membre de la Knesset pour le parti socialiste Meretz-Yachad de 1999 à 2009 et de 2011 à 2017 et est cheffe du groupe parlementaire de ce parti. Elle préside le Meretz de 2012 à 2018, et depuis 2022.

## Biographie
Gal-On est née Zehava Shnipitzki dans l'ancienne Union soviétique dans une famille juive, qui a émigré en Israël en 1960. Après son service militaire effectué en accomplissant un travail administratif dans le corps de parachutistes, elle a étudié a l'université hébraïque de Jérusalem la philologie et l'éducation spécialisée, mais sans les avoir pratiquées par la suite. Mariée, elle a deux enfants ; elle vit à Petah Tikva.
Gal-On a commencé sa carrière politique comme assistante du député Dedi Tzuker, un des dirigeants du parti Meretz dans le passé.
Elle a dirigé la commission de la Knesset qui lutte contre le trafic de femmes. Elle appartient aussi à l'organisation de défense des droits de l'Homme B'Tselem.
Elle mène la liste du Meretz qui obtient 6 sièges aux élections de janvier 2013, et est reconduite dans cette fonction pour le scrutin qui se tient deux ans après, et auquel le parti réussit à décrocher 5 sièges.
Critiquée pour sa gestion du Meretz, une motion est votée en septembre 2017 pour déplacer l'élection pour la direction de janvier 2019 à février 2018 et probablement remplacer Gal-On. La motion reçoit 54 % des voix mais n'atteint pas la majorité des deux-tiers et est donc repoussée.
En 2018, elle est remplacée par Tamar Zandberg à la tête du Meretz. Elle revient à la tête du parti le 23 août 2022.